# Butthole Surfers
I Butthole Surfers (trad. "Surfisti del buco del culo") sono un gruppo musicale alternative rock statunitense, fondato da Gibby Haynes (voce) e Paul Leary (chitarra) a San Antonio, in Texas, nel 1982; poco dopo si uniranno loro King Coffey (alias di Jeffrey Koffee) e più tardi Teresa Taylor (detta Nervosa).

## Storia
La formazione trae le proprie origini nel 1977 dall'incontro al college tra Gibby Haynes, figlio dell'attore Jerry Haynes, e Paul Leary. Solamente nel 1982 si formò il gruppo dapprima denominato Ashtray Baby Heads, poi Nine Foot Worm Makes Home Food ed infine, casualmente, in quello attuale: un annunciatore confuse il nome di un brano del gruppo con il nome del gruppo stesso. Il primo concerto fu del 4 luglio presso il Whisky a Go Go di Hollywood.
La formazione si completò con i batteristi King Coffey e Theresa "Nervosa" Taylor (loro ex ballerina) e firmarono per la Alternative Tentacles di Jello Biafra esordendo nel 1983 con l'EP omonimo edito anche come Brown Reason to Live. La fama del gruppo crebbe grazie all'originalità dei concerti dove facevano uso massiccio di luci stroboscopiche, proiezione di filmati (è rimasta famosa la proiezione della ricostruzione chirurgica di un pene) e ballerini nudi, elementi che li collocano nel filone shock rock, diventando un fenomeno di culto. Ci fu un iniziale ostracismo verso di loro per il nome provocatorio che non veniva pronunciato per radio o scritto sui giornali. Documento di questo periodo è il secondo EP del gruppo, Live PCPPEP. Passarono alla Touch and Go Records con cui pubblicarono quello che molti considerano il loro massimo capolavoro, Psychic... Powerless... Another Man's Sac, con brani come Concubine o Lady Sniff o la storica Butthole Surfer. L'album è ispirato dalla psichedelia di Captain Beefheart dall'acid rock, ma ha anche una forte impronta di noise e industrial rock.
Dopo un terzo EP il gruppo pubblicò il secondo album Rembrandt Pussyhorse del 1986 in formazione a cinque, dopo l'arrivo del bassista Jeff Pinkus. In questo lavoro il suono è più smussato rispetto agli esordi e più vicino ad una neopsichedelia classica.
Il terzo album, Locust Abortion Technician, più curato dal punto di vista della produzione, è un concept album, parodia dell'heavy metal.
Il successivo, Hairway to Steven del 1988, titolo parodia della Stairway to Heaven dei Led Zeppelin, non aggiunge molto al loro stile.
Il gruppo a fine decennio si prende una pausa. Nascono progetti paralleli dei musicisti: Pinkus e Haynes pubblicano a nome Jackofficers l'album Digital Dump per Rough Trade, influenzato da ritmi dance; Pinkus da solo pubblica Cheatos per Touch & Go; Leary fa uscire per Rough Trade The History of Dogs, mentre King Coffey dà vita ai Drain.
Solo nel 1991 il gruppo si riunisce per la pubblicazione di Piouhgd. Nel 1993 esce Independent Worm Saloon prodotto da John Paul Jones dei Led Zeppelin. Seguono altri tre album: Electriclarryland del 1996, After the Astronaut del 1999 (mai distribuito a causa di una disputa legale intercorsa tra la band e la Capitol Records, e alla susseguente rottura tra il gruppo e il manager Tom Bunch) e Weird Revolution del 2001.
Ufficialmente la band è tuttora esistente, ma da oltre un ventennio non vengono pubblicati nuovi lavori e le loro esibizioni sono sempre più sporadiche con formazioni rimaneggiate.

## Stile

### Musica ed esibizioni
La loro musica comprende molti elementi, dall'hardcore punk al rock psichedelico all'industrial, con influenze dalla performance art. Vi sono tracce con forti elementi hard rock e noise rock. Per le registrazioni dei brani fanno ampio uso di tape looping, modulazione del suono. Per di più alcuni brani hanno testi scarni o in cui l'importanza è sottodimensionata rispetto alla parte melodica; ancora altri pezzi (ad esempio il famoso Pepper) hanno parte del testo cantato con uno stile rap stemperato. Infine, seppur occasionalmente, non mancano brani stile cantautore (Wooden Song), ballate romantiche (TV star) e omaggi ad altri artisti (Jimi). Nella formazione sono presenti generalmente due batteristi.

### Tematiche
Spesso le copertine degli album o i video delle loro canzoni (ma anche in alcune foto di gruppo) sono caratterizzati da un umorismo tra il surreale, il paradossale ed il demenziale; riflettono un'esigenza di parodiare e provocare (ad esempio Underdog, sbeffeggia sin dal titolo le contraddizioni tra il sogno americano dell'"American way of life" e la realtà).
I Butthole Surfers sono un gruppo fortemente alternativo rispetto alla gran parte del rock convenzionale: infischiandosene senza troppe remore di ogni convenzione etica e sociale, a causa della vacuità ingannevole che v'intravedono, mettono alla berlina il male di vivere connesso all'esistenza civile bersagliandolo con un'ironia caustica e dissacrante (che può apparire anche puerile), alla disperata ricerca di un "antidoto" per la mediocrità borghese.

## Formazione

### Formazione attuale
- Gibson Gibby Haynes - voce, chitarra, sax (dal 1981)
- Paul Leary Walthall - chitarra, voce (dal 1981)
- King Coffey - batteria (dal 1983)
- Jeff Pinkus - basso (1986–1994 e dal 2008)

### Ex componenti
- Teresa Nervosa - batteria (1983–1985, 1986–1989, 2008–2009)
- Nathan Calhoun - basso (2000–2002)
- Kytha Gernatt - batteria (1985–1986)
- Mark Kramer - basso (1985)
- Terence Smart - basso (1984–1985)
- Bill Jolly - basso (1982–1984)
- Quinn Matthews - basso (1982)
- Scott Matthews - batteria (1981–1982)
- Andrew Mullin - basso (1981–1982)
- Scott Stevens - basso (1981)

## Discografia

### Album
- 1984 - Psychic... Powerless... Another Man's Sac
- 1986 - Rembrandt Pussyhorse
- 1987 - Locust Abortion Technician
- 1988 - Hairway to Steven
- 1989 - Double Live
- 1990 - piouhgd
- 1993 - Independent Worm Saloon
- 1996 - Electriclarryland
- 1998 - After the Astronaut[5]
- 2001 - Weird Revolution

### Raccolte
- 1995 - The Hole Truth...and Nothing Butt
- 2002 - Humpty Dumpty LSD

### EP
- 1983 - Butthole Surfers (conosciuto anche come Pee Pee the Sailor e Brown Reason to Live)
- 1984 - Live PCPPEP
- 1985 - Cream Corn from the Socket of Davis
- 1989 - Widowermaker!
- 1990 - The Hurdy Gurdy Man

Inoltre, ci sono innumerevoli bootleg e live con canzoni mai pubblicate negli album, versioni rare di canzoni pubblicate, e versioni alternative.